# مستوى (لعبة فيديو)

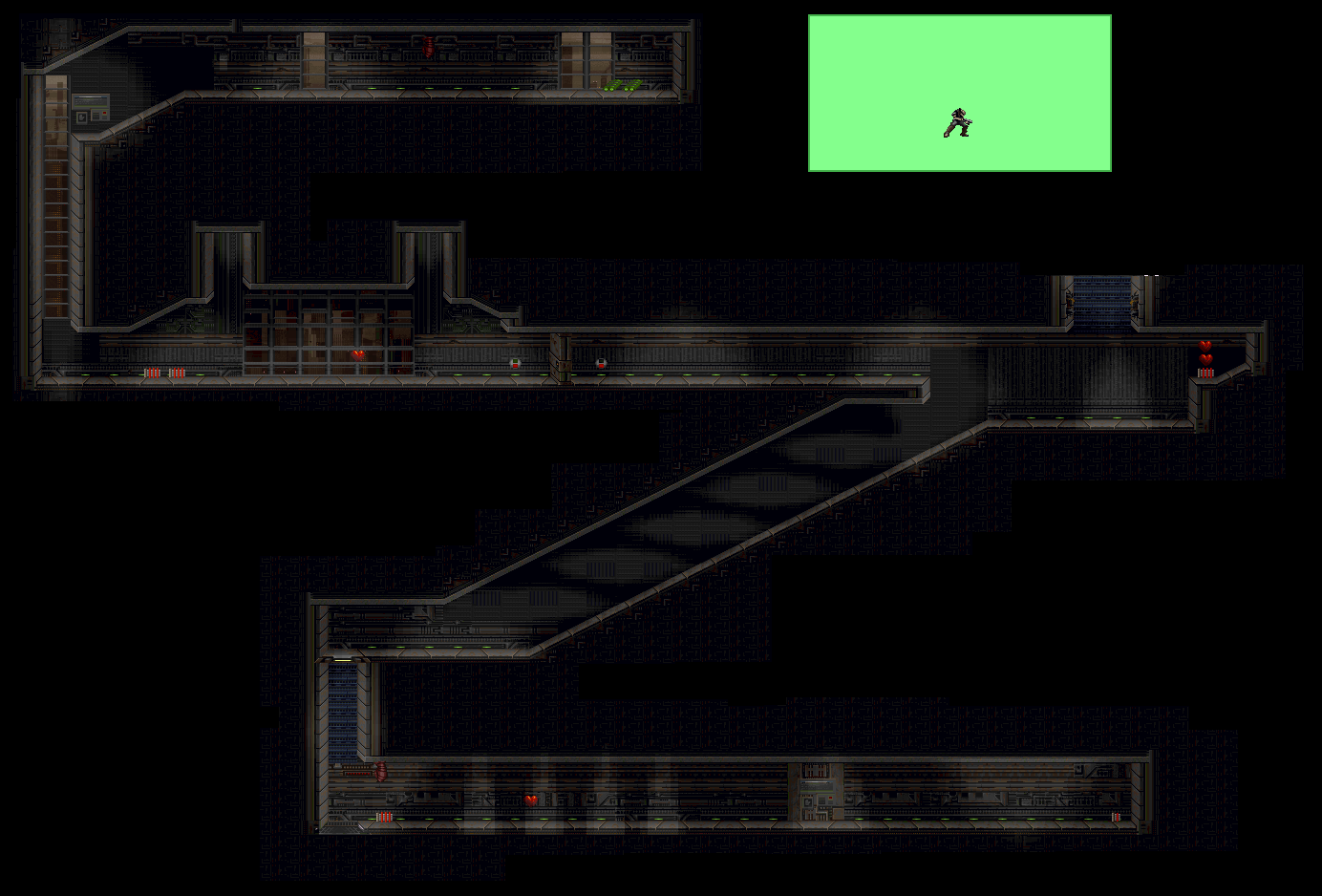

يشير مصطلح مستوى , خريطة , منطقة , مرحلة , عالم , مسار أو لوحة في ألعاب الفيديو إلى المكان الكلي المتاح للاعب ان يصل إلى هدفه في النهاية. مصطلح «مستوى» يمكن أن يشير أيضا إلى مستوى الصعوبة وهناك 3 مستويات وهي سهل ومتوسط وصعب.
في الألعاب ذات التقدم الخطي، تعد المستويات مناطق من عالم أكبر، مثل Green Hill Zone . قد تحتوي الألعاب أيضًا على مستويات مترابطة تمثل المواقع.